# Jackie Little
John Little (Gateshead, 17 de mayo de 1912 − Ipswich, 15 de octubre de 2007) fue un futbolista británico. Durante su carrera, jugó casi 150 partidos para el Ipswich Town. Después de su retirada como jugador, se unió al Stowmarket Town como jugador-entrenador.
Murió el 15 de octubre de 2007 a los 95 años.

## Clubes
| Club                     | País       | Año       | Partidos | Goles |
| ------------------------ | ---------- | --------- | -------- | ----- |
| Ipswich Town FC (cedido) | Inglaterra | 1937–1950 | 146      | 20    |
| Stowmarket Town          | Inglaterra | 1950-???  |          |       |